# Heather French
Heather Renee French Henry (Maysville, 29 dicembre 1974) è una modella statunitense, incoronata Miss America 2000.
Nata e cresciuta a Maysville nel Kentucky, Heather French Henry si laurea presso l'Università di Cincinnati e già durante l'adolescenza inizia a frequentare i concorsi di bellezza e vince il titolo di Miss Kentucky al quinto tentativo nel 1999. Nel 2000 vince il titolo di Miss America, diventando la prima rappresentante del Kentucky ad ottenere tale titolo. Il suo impegno sociale per il regno è la sensibilizzazione nei confronti dei veterani senza tetto, per il quale otterrà numerosi riconoscimenti.
Il 27 ottobre 2000, ha sposato il Luogotenente Governatore del Kentucky Steve Henry a Louisville,  dal quale ha avuto due figli Harper Renee, nel 2001 e Taylor Augusta, nel 2003.
Nel 2003 ha investito con la propria automobile, e conseguentemente ucciso una donna quarantaquattrenne tedesca, che non aveva rispettato le segnalazioni stradali. La French si è dichiarata profondamente segnata dall'incidente ed ha raccontato la storia in varie trasmissioni come The Oprah Winfrey Show.
Nel 2010, Heather French Henry ha presentato il concorso di Miss Virginia.